# ハジラブ -Making*Lovers-
『ハジラブ -Making*Lovers-』（ハジラブ、メイキングラバーズ）は、2021年6月25日にSMEEから発売されたアダルトゲームであり、同ブランドの『Making*Lovers』のコンセプトと世界観を継承した作品である。
2022年春には後日談を収録したミニファンディスク2本が発売された。また、2022年7月28日にはPlayStation 4/Nintendo Switchへの移植版がエンターグラムから発売されている。

## あらすじ
プロローグ
ある日、主人公は、幼なじみの園池 桜子と夏祭りに行き、そこで会った2人の子どもたちから、願いをかなえる「星見の滝」の存在を知る。
主人公たちは、境内で出会った先輩の夜舟 初穂に「星見の滝」について尋ねるも、はぐらかされてしまう。
初穂と別れたところで、主人公たちは後輩の秤 結衣が、先ほどの子どもたちとともに迷子になっていたところを見つける。3人を連れて会場に戻ったところで、同級生の篠原 小唄と会い、2人の子どもたちが彼女の弟と妹であることが判明する。
その後、主人公は桜子と2人で星見の滝に行き、初穂や結衣、そして小唄と再会する。
やがて、主人公は星見の滝で願い事をかなえるには2人で行く必要があることを知り、一緒に行く相手を選ぶこととなる。
桜子ルート
アフター
ある夜、2人は駅で待ち合わせをする。派手な装いで現れた桜子に主人公が緊張してしまい、それは桜子にも伝わってしまう。
結衣ルート
アフター
ある朝、結衣が主人公の家を訪れ、誰も気づいていないことをいいことに、玄関先でキスやハグをしながら新婚生活ごっこしたいと言ってきたため、主人公はしぶしぶ承諾する。
小唄ルート
アフター
ある日、主人公と小唄は久しぶりに制服を着てデートに行く。楽しんでいた矢先、小唄はこの過ごし方ではいつもと変わらないことに気づく。
初穂ルート
アフター
結婚式を経て、主人公と初穂は夫婦となる。両親たちがみけつ堂を後にしたのを確認した二人は、初夜を迎える。

## 登場人物
主人公

### ヒロイン
園池 桜子（そのいけ さくらこ）
声 - 鹿瀬紫卯
主人公の幼馴染。
篠原 小唄（しのはら こうた）
声 - 月野きいろ
主人公の同級生。両親は居酒屋を経営していて多忙であるため、代わりに弟妹たちの世話を行っている。
秤 結衣（はかり ゆい）
声 - 白雪碧
主人公の後輩。孤立した過去をばねに、理想の「カワイイ」を追求して誰からも好かれようと努力し、クラスの女子たちの中心となる。
夜舟 初穂（よふね はつほ）
声 - 白月かなめ
主人公たちとは別の学校に通う少女で、主人公たちよりも年上。実家は氏神を祀る旧社家の一族であり、本人は神社の境内で雑貨店を営んでいる。また、駅前でストリートライブをすることもある。
学校では同性から「お姉さま」と慕われることが多いが、本人は彼女たちが本当の自分を見ていない点を気にしている。

### サブキャラクター
廻
声：北大路ゆき
小唄の妹。小唄の弟妹たちの間でも年長者にあたる。
さちこ
声：北見六花
桜子の親友の一人。桜子のことが大好き。
あつみ
桜子の親友の一人で、元気な性格をしている。

## 開発
本作の企画は『HaremKingdom -ハーレムキングダム-』の前から進んでいた。
本作は『Making*Loves』と同じコンセプトとの作品として位置づけられ、同作に恥じらいを強化したという意味合いから、題名は「ハジラブ-Making*Lovers」となった。恥じらい部分を強調するため、「恥じらいゲージ」というシステムと、ヒロイン視点への切り替えが導入されたほか、これに関連して「カノジョカイセキ」画面からヒロイン視点のエピソードを見られるようにした。

### セッティング・シナリオ
主人公の幼馴染である桜子は、SMEEの作品に多い「強烈な個性を放つ、押しの強い」幼馴染ではなく、HOOKSOFTの作品に多い「長らく行動を共にしてきた主人公への好意が恋なのか家族愛的なものなのか区別がついていない」タイプの幼馴染として設定されており、物語の内容もそれに準じている。
小唄は、幼い容姿と母性愛あふれる人柄（ロリママ）として設定された。
結衣はウザかわ系チョロインとして設定されている一方、監修兼シナリオライターの早瀬ゆうは「言うほどギャルじゃない」とし、エグゼクティブディレクターの宅本うとも「陽キャ、あるいはスクールカーストの上位にいる意味合いでの立ち振る舞い」と説明している。物語の内容について宅本は「一番やりとりがしっちゃかめっちゃかしている、コントぽいところがあります。」としており、会話劇が好きなプレイヤーに向いているとしている。
初穂は4人のヒロインの中で最も大人びた人物として設定されている一方、結衣とは異なるパターンの「かまってちゃん」としても設定されている。
なお、プロローグではヒロインたちの絡みはあるものの、本編内では基本的に絡まない構成がとられている。また、『Making*Lovers』と同じ世界観ではあるものの、同作のキャラクターは基本的に登場しない。

### キャスティング
桜子役には鹿瀬紫卯が選ばれた。桜子は話し方やキャラクター設定が穏やかであり、鹿瀬にはプレイヤーが聞いていて心地よい声音による演技が求められたものの、余りの穏やかさにプレイヤーが眠ってしまうという難点があった。このため、桜子の演技にあたっては抑揚をやや強くしたり、桜子にもふざけてもらうという工夫が施された。
小唄は幼い見た目と母性溢れる人柄というギャップゆえにキャスト選定が難しく、『Making*Lovers』で鳴瀬咲を演じた月野きいろならば、スタッフ側も収録時に役のイメージがしやすいため、最終的に採用された。月野本人は、28歳の咲を演じていたこともあり、当初はロリキャラ役ということで驚いたものの、その母性の強さを知り、収録の際は見た目に沿ったかわいらしい声を想像しつつも、母性を切らさぬよう意識したと2021年に「げっちゅブログ」に寄せた記事の中で振り返っており、SMEEの作品ということでコメディ要素を入れようと意識していたことも明らかにしている。
また、初穂も、不可思議なキャラクター性に加え、内面を言葉で明確に伝えるタイプではないことから、演者がキャラクターを十分に理解していないと細かなニュアンス違いが生じる恐れがあり、キャストの選定に時間がかかった。最初の収録でテストボイスを提出してもらい、キャラクターの詳細を詰めるための話し合いをする形でキャストの選定が行われ、最終的に白月かなめが起用された。
結衣役には白雪碧が選ばれた。結衣の話し方は単に音声化させるとキンキンした声で相手を不快にさせかねない難しいものだが、調整によって柔らかな性質に仕上がっており、収録の際はすごいと思ったと宅本は振り返っている。
サブキャラクターのうち、小唄の妹である廻はSMEE作品に出ることの多い北大路ゆきが演じており、容姿の幼い小唄の妹ということでしっかりと幼さを出すことを意識したという。桜子の親友の一人・さちこ役には北見六花が選ばれた。北見は本作のキービジュアルが公開された時点から桜子を気に入っており、その桜子を溺愛するさちこを演じると知った時はうれしかったと振り返っている。同様の理由から、演技にあたっては桜子に対して感じた庇護欲をそのままストレートに表現した一方、桜子のもう一人の親友・あつみが元気な人物だったため、さちこはややおとなしくも良い意味で桜子の引き立て役として目立ちすぎぬよう注意したと北見は話している。

### 音楽
本作の音楽の一部は、『Making*Lovers』から継続して用いられている。

## スタッフ
- ディレクター - カスカベシシオ[12]
- エグゼクティブディレクター - 宅本うと[12]
- 原画 - Ｋ子、まんごープリン[7]
- シナリオ - 雪丸仟、ギハラ、誘宵、早瀬ゆう[7]
- プロデューサー - 亜佐美晶[12]
- 監修 - 早瀬ゆう[12]

## 主題歌
オープニングテーマ「One Two Trap!!」
歌：isle
とある理由によりアイドルソング寄りの曲風になっている。

## 反響

### 売り上げ
本作は発売月（2021年6月）の売り上げにおいて、Getchu.comの集計では1位を記録した。発売年（2021年）においては、Getchu.comの集計では8位であった。『BugBug』の集計では8位であった。

### 人気投票
| 部門名       | Getchu.com | BugBug    |
| ------------ | ---------- | --------- |
| 総合         | 圏外/20位  | 圏外/20位 |
| シナリオ     | 圏外/10位  | 圏外/10位 |
| グラフィック | 圏外/10位  | 部門なし  |
| 音楽         | 4位/10位   | 圏外/10位 |
| システム     | 圏外/10位  | 圏外/10位 |
| ヴォイス     | 部門なし   | 圏外/10位 |
| ムービー     | 圏外/10位  | 部門なし  |
| エッチ       | 圏外/10位  | 圏外/20位 |
| キャラクター | 0人/10位   | 1人/15位  |

本作は発売月（2021年6月）のユーザー人気投票において、Getchu.comでは4位であった。発売年（2021年）の人気投票においては、Getchu.comではミュージック部門の4位を獲得した。『BugBug』ではキャラクター部門で夜舟初穂が9位にランクインした。

### 評価
『BugBug』2021年9月号に本作のレビューが掲載されている。レビュアーのNOVは、桜子の幼なじみならではの葛藤や不安などが描かれる「交際してから育まれる恋心」のパートは、キャラゲーでありながらシナリオも楽しめたと述べている。NOVはさらに、そのような桜子をしのぐ魅力を持つヒロインとして小唄を挙げている。「見た目はロリなのに中身はママ」というギャップが新鮮であったといい、それでいてバランスがとれていたことから非常な好印象を抱いたルートであったと賞している。
ライター兼作家の百壁ネロは、ニュースサイト「アキバ総研」に寄せた家庭用版のレビューの中で、「付き合うところからスタートする」という点が斬新だったと評している。百壁はテクストについて、難解な言い回しや単語が少ない分かなり読みやすいライトノベルのようだったともしていると同時に、「じっくり読ませる部分とライトに楽しめる部分の書き分けも非常にたくみで、クスッと笑ってホロリと泣けるストーリーが楽しめる点も大きな魅力となっています。」とも評している。

### 受賞
| \| 日付 \| 賞 \| 部門 \| 候補 \| 結果 \| 出典 \| \| ------------- \| -------------------- \| --------------------------- \| ------------------------ \| ---------- \| ---- \| \| 2021年 \| 萌えゲーアワード2021 \| 2021年6月発売タイトル月間賞 \| ハジラブ -Making*Lovers- \| 1位 \| [21] \| \| 2022年5月26日 \| 萌えゲーアワード2021 \| 純愛系作品賞 \| ハジラブ -Making*Lovers- \| ノミネート \| [22] \| |                      |                             |                          |            |        |
| 日付 | 賞                   | 部門                        | 候補                     | 結果       | 出典   |
| 2021年 | 萌えゲーアワード2021 | 2021年6月発売タイトル月間賞 | ハジラブ -Making*Lovers- | 1位        | [ 21 ] |
| 2022年5月26日 | 萌えゲーアワード2021 | 純愛系作品賞                | ハジラブ -Making*Lovers- | ノミネート | [ 22 ] |